# Harro von Hirschheydt

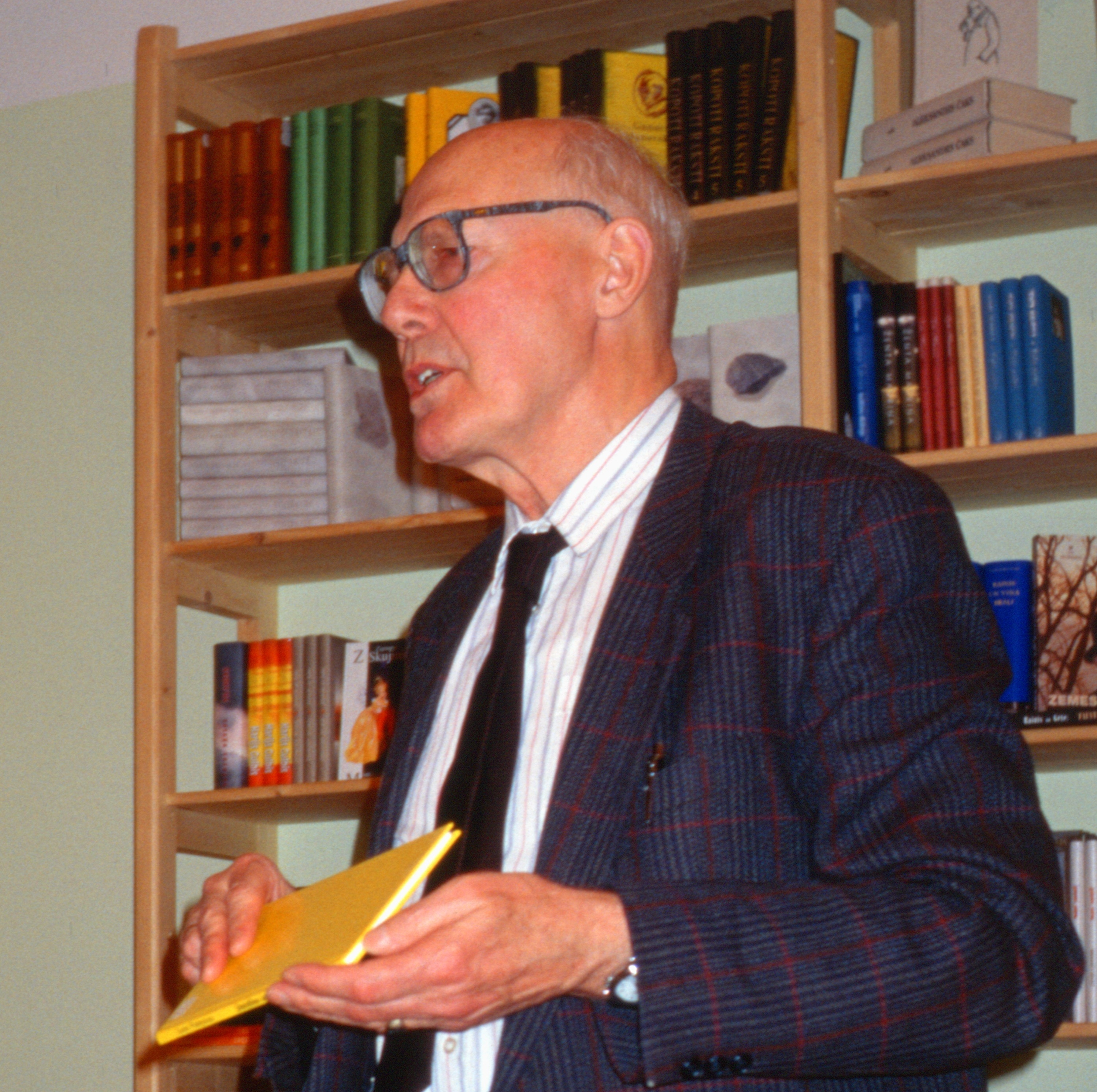
Harro von Hirschheydt beim literarischen Vortrag vor lettischem Publikum in Lemsal (Limbaži), 1999.

Harro Ernst Hermann von Hirschheydt (* 14. April 1925 in Riga; †  30. Mai 2017 in der Wedemark) war ein deutsch-baltischer Verleger, Buchhändler und Multiplikator für lettische und deutsch-baltische Literatur. Er galt als namhafter Experte für die Kultur und Geschichte des gesamten Baltikums.

## Leben
Harro von Hirschheydt stammte aus einer deutsch-baltischen Pastorenfamilie. Seit 1931 verbrachte er seine Kindheit in der kurländischen Kleinstadt Hasenpoth (Aizpute), wo sein Vater Walter als Pastor und Lehrer wirkte. Die ersten schulischen Unterweisungen erhielt er durch seine Mutter Benita. Von 1933 bis 1939 besuchte er die deutsche Grundschule in Hasenpoth und anschließend das Gymnasium in der benachbarten Stadt Goldingen (Kuldīga). Ende 1939 musste die Familie in Folge des Deutsch-Sowjetischen Grenz- und Freundschaftsvertrags das Land verlassen. Die Umsiedlung führte die Familie in den Warthegau. Von 1940 bis 1943 besuchte er die von Wilhelm Schlau geleitete Oberschule in Gnesen (Gniezno). 1943 wurde er zum Wehrdienst eingezogen und geriet 1944 in amerikanische Kriegsgefangenschaft, die bis 1946 andauerte. Erst 1947 konnte er das Abitur in Hildesheim ablegen.
Schon früh war er aktiv für die Deutsch-Baltische Landsmannschaft. In den 1970er Jahren war er Landesvorsitzender in Niedersachsen und in den 1980er Jahren war er neben Rudolf von Wistinghausen und Klas Lackschewitz Geschäftsführender Bundesvorsitzender.

## Berufliche Laufbahn

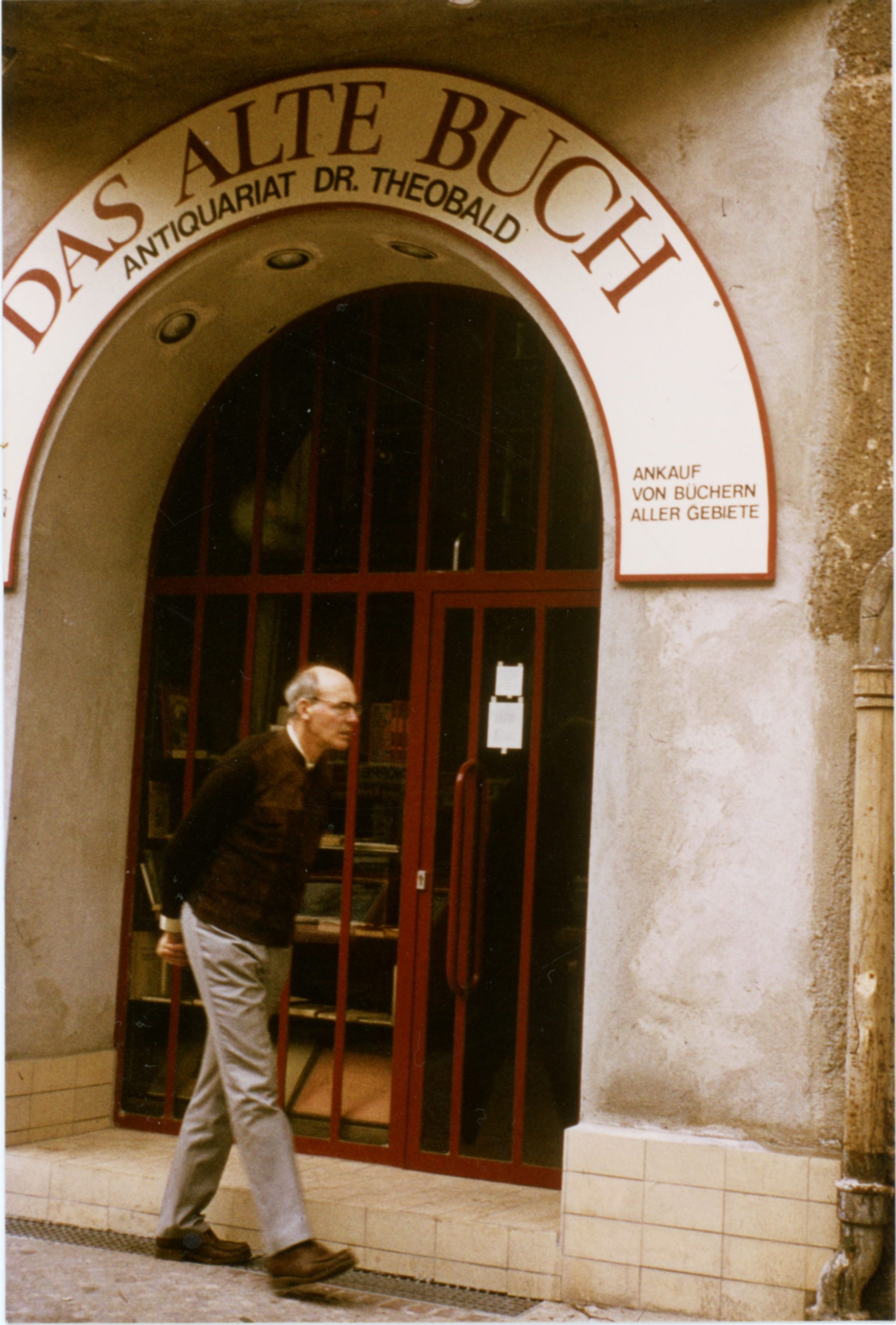
Harro von Hirschheydt in Berlin, ca. 1982

Von 1947 bis 1949 machte er eine Buchhändlerlehre in Goslar und begann ab 1950 als selbständiger Buchhändler mit dem Schwerpunkt Baltica. Die schwer zu beschaffenden Auflagen der Verlage und die zerstörten Bestände der Bibliotheken verursachten eine rege Nachfrage nach vergriffenen Büchern. Dieser Mangel führte zu einer starken Verlagerung des Geschäfts zum Antiquariat. Durch den Nachdruck solcher Raritäten entwickelte sich daneben eine rege Verlagstätigkeit.
Gemeinsam mit den baltischen Buchhandlungen E. Bruhns in Füssen und Kluge & Ströhm in Meine bildete er eine Verlagsgemeinschaft für baltisches Schrifttum wie Literatur, Lyrik, Erinnerungen, Kalender, Kochbücher und Postkarten. Diese Gemeinschaft verlegte 1953 zusammen mit Wolf J. von Kleist die erste Nachkriegsausgabe des Jahrbuchs des baltischen Deutschtums (heute Deutsch-Baltisches Jahrbuch), das seitdem bis heute jährlich erscheint.
Das Baltische Kochbuch von Brigitte von Samson-Himmelstjerna, zunächst 1954 in kleiner Auflage produziert, entwickelte sich zum Langzeit-Erfolg, der immer wieder aufgelegt werden musste.
1955 gründete er die Vierteljahresschrift für Gegenwartsfragen, Kultur und Wissenschaft des Baltikums unter dem Namen Baltische Hefte. Vom 11. bis 21. Jahrgang erschienen sie in Form von Jahresbänden. Namhafte Autoren aus Belletristik und Wissenschaft gehörten zum ständigen Mitarbeiterkreis.
Seine Büchertische, Vorträge und Lesungen auf Veranstaltungen in Deutschland und im Baltikum verbreiteten die Kenntnis über deutsch-baltische und lettische Autoren. Er erhielt Einladungen von Letten im Exil und später auch im selbständig gewordenen Lettland.
In der Folge der Ostpolitik Willy Brandts und der daraus resultierenden Ostverträge öffnete sich die Sowjetunion für Besuche aus dem Westen. Die Gebrüder Wencelides organisierten regelmäßige Reisen ins Baltikum. Seit 1972 konnte Hirschheydt dadurch die Städte Reval (Tallinn) und Riga erreichen. In den Folgejahren führte er Reisegruppen in die vorher verschlossenen Städte. Das ermöglichte eine Kontaktpflege mit Autoren, Künstlern, Wissenschaftlern und kirchlichen Kreisen. Die Gebiete außerhalb der engen Bereiche um die Hauptstädte waren zunächst für Ausländer gesperrt. Erst in der Zeit der Perestroika gab es die Möglichkeit zum Besuch seiner Heimatstadt Hasenpoth.
Intensive Kontakte mit dem Leiter der Vertretung von Autorenrechten der Sowjetrepublik Lettland, dem Schriftstellerverband und mit Übersetzern und Illustratoren ermöglichten die Veröffentlichung zeitgenössischer lettischer Autoren im Westen. Ojārs Spārītis aus Riga erinnert sich: Ich bin sicherlich nicht der Einzige, der sich rühmen kann, schon seit den ersten Jahren des Tauwetters Bekanntschaften mit hochangesehenen Persönlichkeiten geschlossen zu haben, und der versuchte, das entgegengebrachte Vertrauen zu rechtfertigen. Dazu gehören der Verleger Harro von Hirschheydt, der schon zur Sowjetzeit Gedichte und Prosa lettischer Autoren ins Deutsche übertragen und herausgegeben hat, - und deswegen Vorwürfe der Kollaboration mit dem Sowjetregime erntete [...].
Es folgten Einladungen vom lettischen Schriftstellerverband zu seinen Jubiläumsveranstaltungen:
- 1985 zum 150. Geburtstag von Krišjānis Barons (Dainasammlung)
- 1987 Nikolajs Mollīns (Nikolaus Mollyn), 400 Jahre Buchdruck in Lettland[13]
- 1988 Andrejs Pumpurs (100 Jahre Nationalepos Lāčplēsis)

Durch den Zerfall der Sowjetunion und die Wiedergründung des lettischen Staates wurde erstmals der Zugang zu allen Landesteilen möglich. Hirschheydt erwarb einen festen Wohnsitz in Aizpute und gründete 1993 dort den Verlag Apgāds Harro von Hirschheydt.
Baltische Autoren wie Werner Bergengruen, Oskar Grosberg, Else Hueck-Dehio, Eduard von Keyserling, Manfred Kyber, Peter Zoege von Manteuffel, Louise Pantenius, Elisa von der Recke, Siegfried von Vegesack sind durch das Verbot in der Sowjetzeit in ihrer Heimat völlig unbekannt. Hirschheydt wählte passende kleine Erzählungen, Kurzgeschichten und Märchen aus und ließ sie ins Lettische übersetzen. Auch lettische Exil-Autoren kamen jetzt zu Wort im freien Lettland.
Hirschheydt erweiterte seine Übersetzungen auf Klassiker, die in Lettland lange Zeit verboten und daher in Vergessenheit geraten waren.
Insgesamt wurden in seinen deutschen und lettischen Verlagen mehr als 500 Titel verlegt.

## Der Verleger als Autor

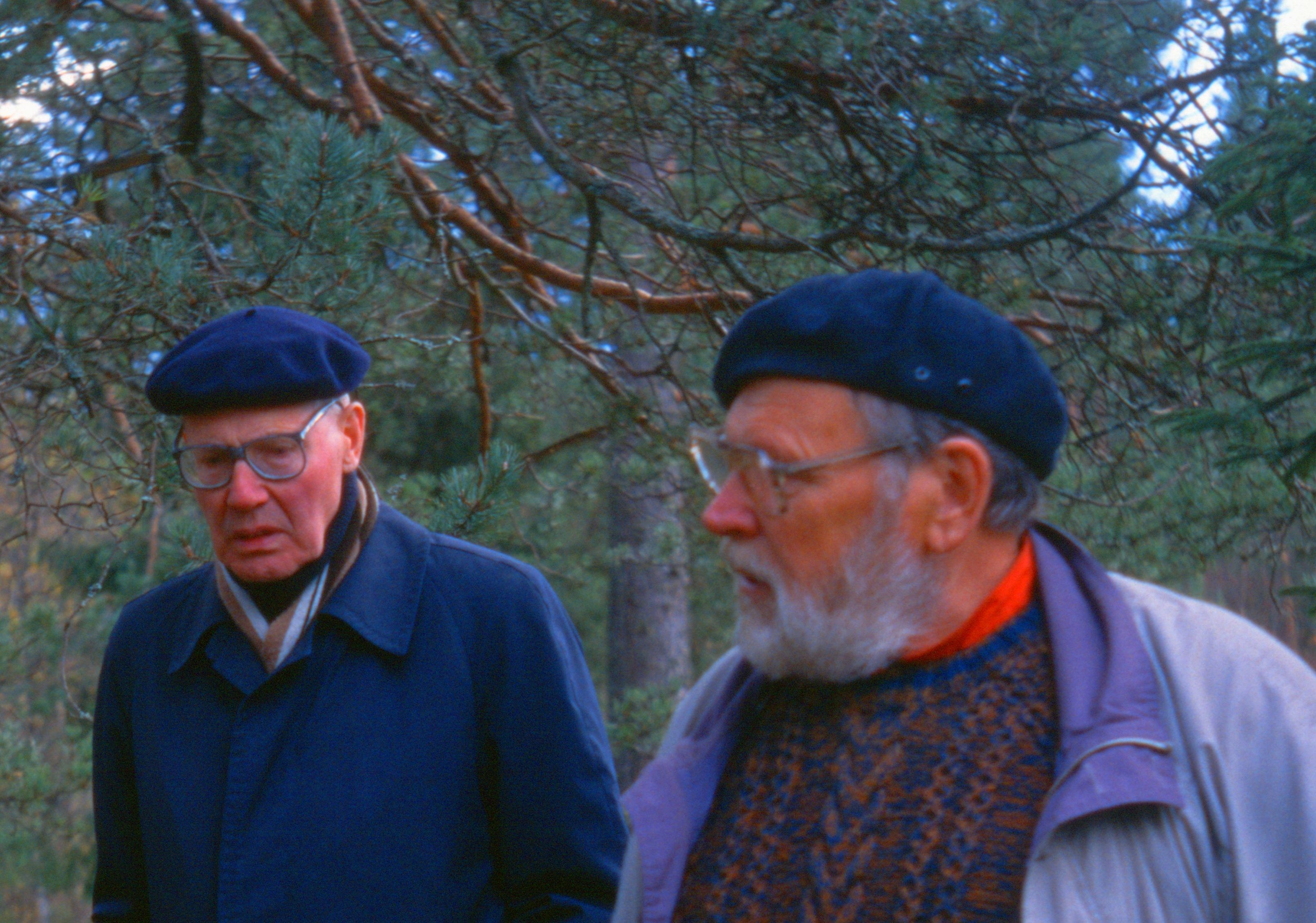
Harro von Hirschheydt (links) mit dem lettischen Schriftsteller Vladimirs Kaijaks, 1989.

Über viele Jahre hinweg hat Hirschheydt in der Zeitschrift Baltische Briefe die weltweit erschienenen Bücher zu baltischen Themen rezensiert und im Deutsch-Baltischen Jahrbuch die Neuerscheinungen aus dem Baltikum bekannt gemacht. Dabei kamen ihm neben seiner Kenntnis des Lettischen auch seine englischen und schwedischen Sprachkenntnisse zugute. Für seine eigenen Verlage hat er zu den Werken seiner Autoren vielfach ein Vorwort mit biografischen Angaben verfasst. Hier folgen Beispiele größerer Beiträge:
- Das Baltikum in 120 Bildern. Mit erläuterndem Text von Ernst Hermann [Pseudonym von Harro von Hirschheydt]. Verlag Harro von Hirschheydt, 1969.
- Lettland in Wort und Bild heute / Latvija šodien / Latvia today. Text Arnolds Markss / Harro von Hirschheydt / Wolf von Kleist. Verlag Harro von Hirschheydt, Döhren 1983.
- Mirdza Birzniece: Aizpute ceļvedis pa pilsētu un tās apkārtni (Reiseführer Aizpute und Umgebung). Aizpute 1996 (Deutsche Fassung von Harro von Hirschheydt).
- Harro von Hirschheydt: Mana bērnības Aizpute (Das Aizpute meiner Kindheit) in: Aizpute 750 (Zum Stadtjubiläum 1998).
- Santa Sproģe-Valdmane: Aizputes Sv. Jāņa baznīcas vēsture. / Die Geschichte der St. Johanniskirche in Hasenpoth. (Deutsche Fassung Harro von Hirschheydt) Verlag Harro von Hirschheydt, Aizpute 2000.
- Harro von Hirschheydt: Die Deutschbalten in Hasenpoth und Libau und die Umsiedlung 1939. In: Florian Anton und Leonid Luks (Hrsg.): Deutschland, Rußland und das Baltikum. Beiträge zu einer Geschichte wechselvoller Beziehungen. Verlag Böhlau, Köln / Weimar / Wien 2005. ISBN 3-412-12605-5 Leseprobe

## Ehrungen
- 1988 Ehrenurkunde des lettischen Schriftstellerverbands im Zuge einer Festveranstaltung[20].
- 18. November 1998: Eintragung in das Ehrenbuch der Stadt Hasenpoth.
- 2001 gewinnt das Kinderbuch von Juris Zvirgzdiņš: Bebru atgriešanās (Ankunft der Biber) mit den Illustrationen von Signe Ērmane den Wettbewerb als bestes Kinderbuch des Jahres in Lettland[21].
- 17. Februar 2004: Ehrendoktorwürde der Lettischen Akademie der Wissenschaften, Riga[22].
- 1. Juli 2013: Kulturpreis 2013 der Deutsch-Baltischen Gesellschaft für seine herausragenden Verdienste um die Pflege des deutsch-baltischen kulturellen Erbes[23].